# Річард III (герцог Нормандії)
Річард III (*Richard III 997/1001 — 6 серпня 1027) — герцог Нормандії у 1026—1027 роках.

## Життєпис
Був старшим сином Річарда II, герцога Нормандії, та Юдит, доньки Конана I, герцога Бретані. Замолоду брав участь у державних справах. Вперше згадується 1012 року. У 1016 році стає співволодарем батька.
У 1020 році очолив військо проти Гуго, єпископа Оксера та графа Шалона, який захопив у полон Рено I, графа Бургундії. Похід був успішним і принц Річард звільнив Рено I.
У 1026 році після смерті батька успадкував трон. Проте через декілька місяців проти нього повстав молодший брат Роберт. Річард III переміг брата, захопивши місто Фалез. Втім герцог не покарав бунтівника, лише взяв клятву вірності (оммаж).
У 1027 році одружився з донькою французького короля Роберта II, чим посилив своє становище. Також в посаг отримав три прикордонних замки. Втім 6 серпня того ж року раптово помер. За популярною версією його було отруєно молодшим братом Робертом, який став новим герцогом Нормандії.

## Родина
1. Дружина — Адель, донька Роберта II, короля Франції
дітей не було
2. Коханка
- Алікс (Аделіза), дружина Ранульфа, віконта Байє
- Ніколас (1027/1028-1092), 4-й аббат Сент-Уена в Руані у 1042—1092 роках